# Wojna chłopska w Niemczech

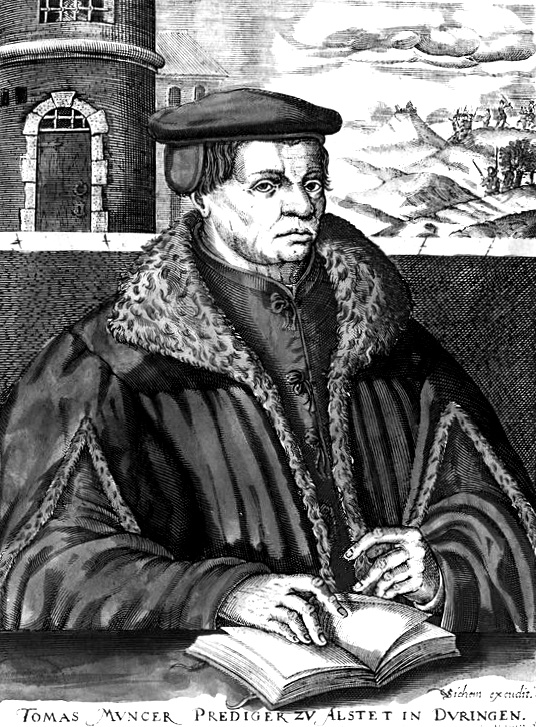
Thomas Müntzer – przywódca powstania chłopskiego w Niemczech

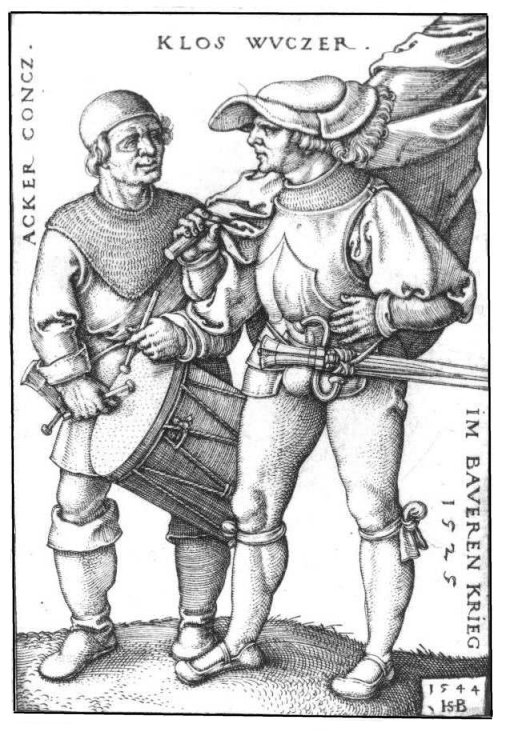
Wojska chłopskie: chorąży Klos Wuczer i dobosz Acker Koncz w miedziorycie Sebalda Behama 1525

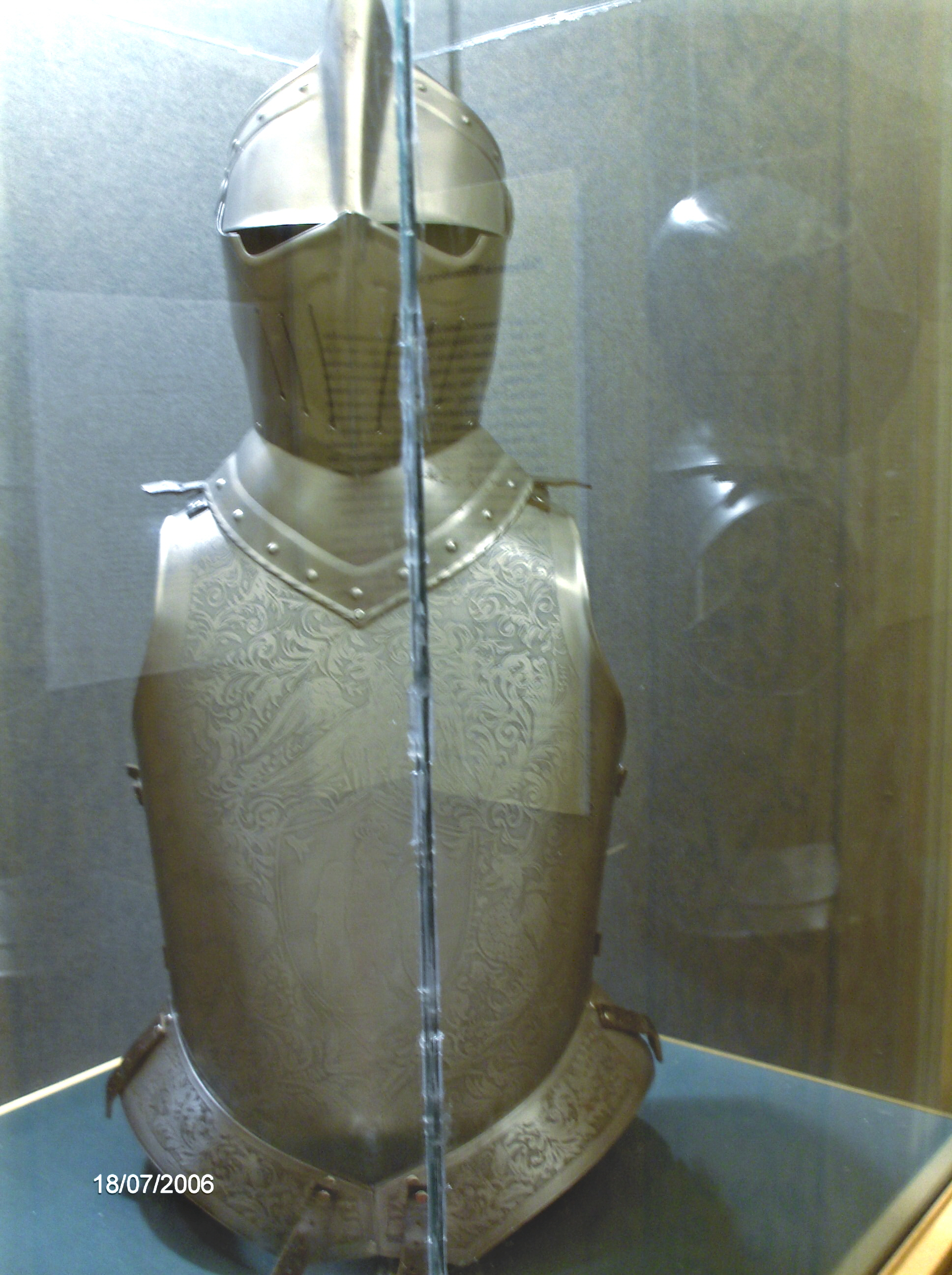
Posrebrzana zbroja chłopska z XVI wieku znaleziona pod Frankenhausen

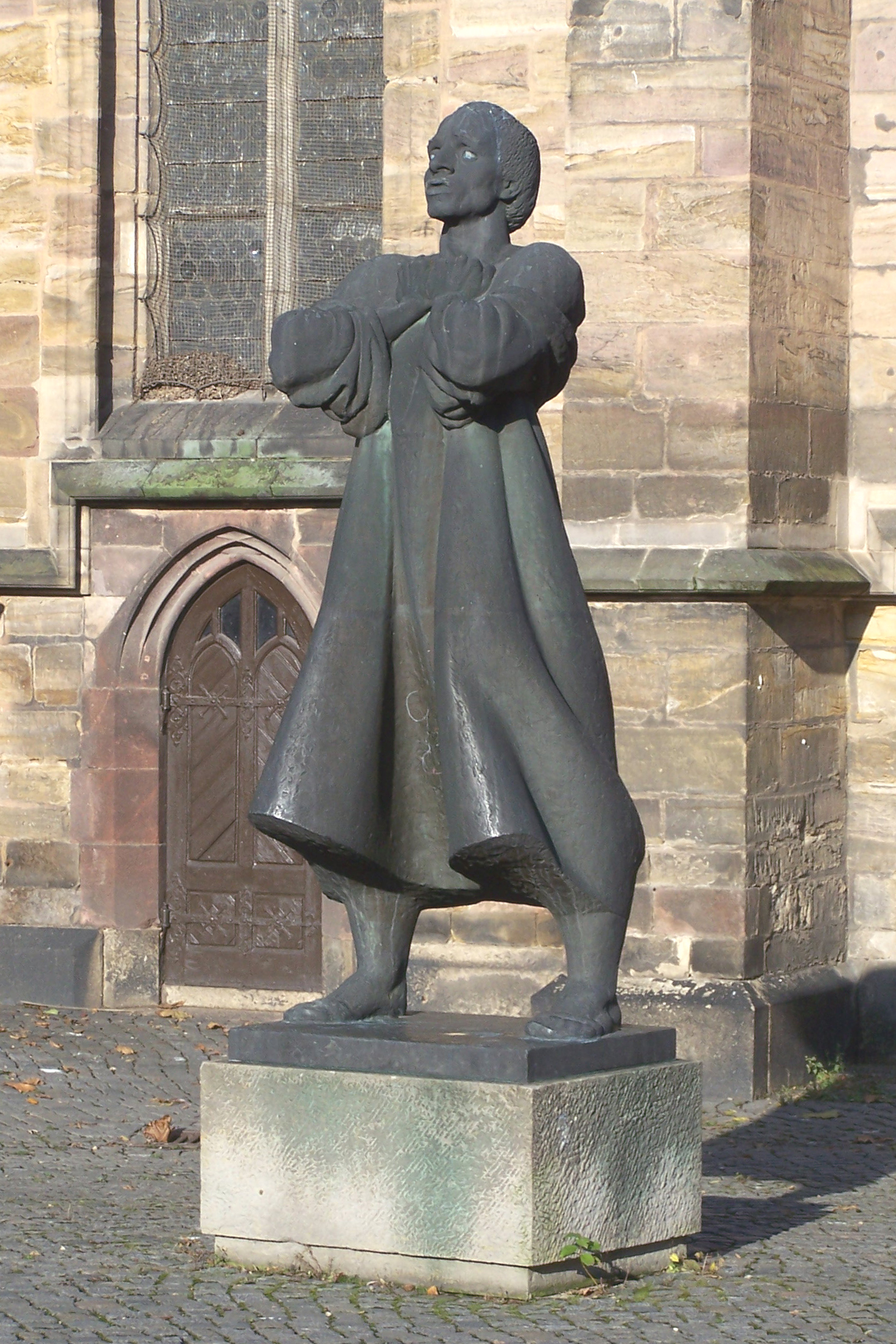
Pomnik Thomasa Müntzera w Zwickau

Wojna chłopska (niem. Bauernkrieg) – największe antyfeudalne powstanie chłopskie w dziejach Niemiec trwające w latach 1524–1526. Nowsze opracowania historyczne mówią o powszechniejszym buncie nie tylko chłopstwa, ale ogólnie ludzi z niższych warstw społecznych. W niemieckim piśmiennictwie używane jest też określenie Revolution des gemeinen Mannes (rewolucja zwykłych ludzi).

## Geneza
1. Na prowincję docierają zradykalizowane i przeinterpretowane poglądy Marcina Lutra dzięki tzw. prorokom cwikawskim (od miasta Zwickau), w tym głównie Thomasa Müntzera (Karol Marks mówił o nim, że to prekursor komunizmu):
- Całkowita negacja stosunków feudalnych,
- Drogą zmian może być tylko rewolucja,
- Najważniejsze jest „natchnienie przez Ducha Świętego”, a pośrednictwo księży jest zbędne,
- Należy siłą odebrać dobra panom feudalnym i duchownym (kościoły, klasztory) i równo rozdzielić je między chłopów,
- Musi panować całkowita równość.

Sam Marcin Luter początkowo poparł powstanie chłopskie, później jednak lobbował aby zostało stłumione. Uznał poglądy chłopskie za zbyt radykalne i jawnie się im przeciwstawiał („Przeciwko zbójeckim i morderczym rotom chłopów”, 1525).
2. Wciąż podnoszone opłaty pańszczyźniane (a w szczególności tzw. daniny pośmiertnej, uiszczanej przez rodzinę zmarłego chłopa) przez rycerzy, którzy po zakończeniu XV-wiecznych wojen domowych stracili główne źródło dochodu – łupy.
3. Zakaz korzystania z pańskich lasów, pastwisk i wód.

### Przyczyny powstania
Przyczyny powstania są wielowarstwowe. Na początku XVI stulecia Święte Cesarstwo Rzymskie na południu kraju składało się z wielu państewek feudalnych. Wiele problemów chłopskich rozwiązywano lokalnie, zaściankowość wielu wytwórców przyczyniała się w znacznym stopniu do hamowania postępu gospodarczego. Najważniejszą przyczyną powstania była jednak ogólna sytuacja największej części społeczeństwa rolnego.
Głównym podmiotem gospodarki feudalnej stali się chłopi, którzy ponosili największy ciężar obowiązków na rzecz książąt, szlachty, kleru, patrycjuszy i urzędników żerujących na ich pracy. W wyniku zwiększenia się liczby osób wykorzystujących chłopów, zwiększała się ilość danin narzucanych na najbiedniejszą część ludności. Na chłopów nakładano nowe podatki, cła i czynsze, zobowiązano ich także do odrabiania pańszczyzny. W Górnej Szwabii, Wirtembergii, Frankonii, Górnej Saksonii i Turyngii wprowadzono podziały, które przy równocześnie nie zmieniającej się wartości produkcji ogólnej prowadziły do coraz mniejszych dochodów. Nakładane na najmniejszych wytwórców wysokie podatki tylko pogarszały i tak złą sytuację gospodarczą.
Problemy gospodarcze, częste nieurodzaje i nacisk panów feudalnych wpędzały chłopów w poddaństwo, które skutkowało kolejnymi zobowiązaniami i opłatami. Tak zwane „Stare Prawo” było przez władców interpretowane dowolnie lub całkowicie ignorowane. Respektowane od stuleci prawa drwali, rybaków, myśliwych i rolników zostały uznane za nieważne.
Polski historyk, Jerzy Krasuski, przedstawiając w swojej historii Niemiec przyczyny wybuchu tego buntu społecznego podkreśla jednakowoż nie tyle położenie gospodarcze chłopstwa niemieckiego na początku XV w., które określa jako pomyślne, ile jego marną pozycję społeczną, o której poprawę podniesiono żądania. Jak pisze Krasuski: „Lud wiejski był nieraz bogatszy od drobnej szlachty. Niemniej była to klasa wyzyskiwana i pozbawiona zarówno politycznych praw, jak i wszelkiego prestiżu. Toteż agitacja kaznodziejów reformacyjnych padła tu na podatny grunt.”

### Feudalizm w Niemczech
Wyższa szlachta nie przejawiała żadnego zainteresowania poprawą sytuacji chłopów, obawiając się utraty dotychczasowych przywilejów i korzyści. Niższa szlachta natomiast występowała zbrojnie przeciwko pogarszającej się sytuacji (Powstanie rycerstwa przeciwko arcybiskupowi Trewiru). Próby tej grupy społecznej utrzymania wyższego statusu poprzez rabunkowe napady rycerskie doprowadziły ponownie do obciążeń nakładanych na chłopów.
Przeciwko zmianom był także kler. Wiara katolicka stanowiła główny rdzeń feudalizmu, a parafie kościelne organizowane były na wzór feudalny. Rzadko który klasztor mógł bowiem egzystować bez należących do niego kilku wiosek. Kościół utrzymywał się przeważnie z datków, handlu odpustami, czy też dziesięciny.
Nieliczne próby reformy starych struktur feudalnych, wychodzące od silniejszej grupy jaką było mieszczaństwo na niewiele się zdały. Najczęściej oponowali przeciwko nim szlachta i kler, które widziały w zmianach zagrożenie dla swoich korzyści.

### Zalążki powstania
Wielu prostych chłopów, z uwagi na swoje wielorakie związki poddańcze, nie było skłonnych do większych wystąpień. Jedynie wiejskie warstwy wyższe domagały się zmian. Wójci, rzemieślnicy, oraz rolni z mniejszych miast byli prowodyrami powstań, często naciskając biedne warstwy chłopskie do przyłączenia się do walki.
Sami chłopi chcieli przede wszystkim odzyskać stare prawa i prowadzić godne i ludzkie życie. Ich żądania dotyczące zmniejszenia obciążeń i zniesienia poddaństwa nie przynosiły jednak żadnego skutku.

### Pierwsze powstania chłopskie
Stale pogarszająca się sytuacja chłopów już na długo przed rokiem 1524 była zalążkiem wielu regionalnych konfliktów. Niezadowolenie chłopów potęgowało się przez dziesięciolecia, znajdując odzwierciedlenie w licznych zrywach. Przyczynami tych konfliktów były przeważnie problemy lokalne.
Lista największych zrywów chłopskich:
- 1476 Zryw Paukera von Niklaushausena we Frankonii
- 1478 Powstanie chłopskie w Karyntii
- 1492 Powstanie chłopskie w Allgäu
- 1493 Konfederacja w Alzacji
- 1502 Konfederacja w Spirze
- 1513 Konfederacja w Breisgau
- 1514 Powstanie Biednego Konrada w Wirtembergii
- 1517 Konfederacja w Schwarzwaldzie

Do mniejszych lub większych wystąpień dochodziło też w miastach. Przed rokiem 1524 w kilku większych ośrodkach doszło do protestów, w wyniku których mieszkańcy miast solidaryzowali się z chłopstwem: 1509 r. w Erfurcie, 1511 r. w Ratyzbonie, Brunszwiku, Spirze, Kolonii, Schweinfurcie, Wormacji, Akwizgranie i Osnabrück.
Większość powstań została zdławiona siłą, jedynie trwający od dawna zryw szwajcarskich chłopów w kantonach górskich zakończony został sukcesem. Sytuacja chłopów pomimo licznych powstań nie poprawiła się ani o trochę, przeciwnie – doprowadziła do licznych represji.

## Przebieg
1. Czerwiec 1524 – zbrojne wystąpienie chłopów w hrabstwie Stühlingen przeciw zwiększeniu pańszczyzny.

2. Chłopski ruch rozprzestrzenia się. Do powstania przyłącza się biedota miejska i ludzie luźni.

3. Powstanie ogarnia Tyrol, arcybiskupstwo Salzburg, księstwo Styrii, księstwo Karyntii, Szwabię, Wirtembergię, Schwarzwald, Alzację, Palatynat, Hesję, Brunszwik i część Saksonii, nie przekraczając jednak, co charakterystyczne, Łaby.

4. Rok 1524 oraz początek 1525 to sukcesy chłopów, zajęcie wielu miast (m.in. Memmingen, Ulm i in.) oraz zagrożenie m.in. Frankfurtowi nad Menem.

5. Na przełomie 1524/25 w okręgu Klettgau powstańcy wydają swój pierwszy program – Artikelbrief: wezwanie do niszczenia starego systemu, palenia dworów i klasztorów, do uwolnienia się spod ucisku. Drugi program powstańców powstał w lutym 1525 w zdobytym Memmingen i było to tzw. 12 artykułów.

6. Krwawa fala sukcesów pod wodzą Müntzera i kaznodziejów Hubmora i Baltazara kończy się w maju 1525, kiedy to chłopi zostają pobici w Szwabii, a 15 maja 1525 w Turyngii pod Frankenhausen w nierównej walce między dobrze uzbrojonymi, zorganizowanymi i wspieranymi przez artylerię wojskami książęcymi a praktycznie bezbronnymi chłopami pod dowództwem Müntzera.

7. Do końca czerwca 1525 chłopi zostają pokonani w całych Niemczech w niezwykle krwawych walkach.

### Rok 1524
W roku 1524 w miejscowości Forchheim w pobliżu Norymbergi doszło do poważnych niepokojów, które krótko potem wybuchły w Mühlhausen/Thüringen koło Erfurtu. W październiku 1524 r. chłopi podnieśli bunt w Wutachtal koło Stühlingen. Nieco później 3500 chłopów ruszyło w kierunku miejscowości Furtwangen im Schwarzwald. W górnej Szwabii w rejonie Jeziora Bodeńskiego w krótkim czasie w marcu 1525 r. zorganizowano trzy uzbrojone grupy chłopskie: (tzw. Baltringer Haufen, Seehaufen i Allgauer Haufen). Największa – pierwsza grupa liczyła ponad 12 000 chłopów, mieszczan i duchownych, którzy zebrali się w okolicy Biberach an der Riß. Inna grupa licząca do 12 000 ludzi w tym landsknechtów, stanęła w pobliżu Lindau. 7000 ludzi obozowało koło Leubas.

### 12 Artykułów i rokowania
Każda z trzech grup chłopskich domagała się przede wszystkim poprawy warunków życia i nie chciała zaczynać wojny. W tym celu chłopi podjęli rozmowy ze Związkiem Szwabskim. Pięćdziesięciu reprezentantów z trzech grup spotkało się w wolnym mieście Rzeszy Memmingen, którego mieszkańcy sympatyzowali z chłopami. Tutaj dowódcy oddziałów przedstawili żądania chłopów, powołując się na Biblię. Po długich rozmowach w dniu 20 marca 1525 r. sporządzono dokument „Dwanaście Artykułów”. Był on z jednej strony ogólnym zażaleniem, programem reform i politycznym manifestem. Na wzór Szwajcarów, chłopi założyli Towarzystwo Górnej Szwabii. W ten sposób chłopi mogli liczyć na pomoc innych oddziałów w razie potrzeby. W krótkim czasie oba dokumenty powielono wielokrotnie, rozsyłając po całych południowych Niemczech i Tyrolu, co zaowocowało przystąpieniem tych rejonów do powstania.
Wkrótce na terenach objętych powstaniem rozpoczęły się napady rabunkowe i mordy. Zatrwożona szlachta postanowiła działać zbrojnie. Wspierany przez rodzinę kupiecką z Augsburga (Fuggerowie) Jerzy (Georg) Truchsess von Waldburg-Zeil na czele armii liczącej 9000 landsknechtów i 1500 jazdy pancernej otrzymał polecenie zniszczenia armii chłopskiej uzbrojonej przeważnie w kosy i cepy.
Niektóre postulaty 12 Artykułów:
- Zniesienie poddaństwa
- Zniesienie dziesięciny
- Uwolnienie od podatków połowów, polowań i wyrębu lasów
- Zwrot chłopom gmin leśnych
- Wolny wybór pastorów przez gminy

### Przebieg powstania
Pod koniec maja 1525 armia Waldberga-Zeila zebrała się w Ulm. Nieco dalej koło Leipheim zebrało się 5000 chłopów pod wodzą kaznodziei Jakuba Wehe, którzy plądrowali okoliczne klasztory i posiadłości szlacheckie. Armia Związku Szwabskiego pomaszerowała ku Leipheim, gdzie natknęła się na plądrującą okolicę armię chłopów. Dnia 4 kwietnia pod Leipheim doszło do pierwszej większej bitwy, w której chłopi zostali pokonani. Miasto zmuszone zostało do zapłacenia kary pieniężnej, natomiast Wehe i kilku innych dowódców grupy zostało straconych.
Wcześniej bo w połowie kwietnia inna grupa chłopska z Neckartalu i Odenwaldu pod wodzą Jäckleina Rohrbacha stanęła w Weinsbergu. W mieście Rohrbach nakazał zabić rózgami znienawidzonego przez chłopów hrabiego Ludwika von Helfensteina, krewnego cesarza Maksymiliana I. Ta okrutna śmierć zadana przez chłopów, znana jest w historii wojny chłopskiej jako rzeź w Weinsbergu. Ukazała ona krwawe oblicze mordujących i plądrujących oddziałów chłopskich i była przyczyną wrogiego nastawienia szlachty.
W odwecie miasto zostało całkowicie zniszczone przez landsknechtów, a Rohrbach spalony żywcem. Po masakrze w Weinsbergu, oddziały chłopskie z Neckartalu i Odenwaldu połączyły się z inną grupą z Taubertaler Haufen dowodzoną przez Floriana Geyera. 12 000 ludzi pod wodzą Götza von Berlichingen skierowało się przeciwko biskupom Mainzu i Würzburga, a także elektorom palatynackim.
Dnia 12 kwietnia armia Związku Szwabskiego pokonała oddział chłopski z Baltringen (Baltringer Haufen). Chłopi zostali rozbrojeni i zmuszeni do zapłaty wysokiej kary pieniężnej.
Dnia 13 kwietnia armia Truchsessa zmuszona została do wycofania się przed silnie uzbrojoną armią chłopów z Seehaufen. Dzień później, wycofująca się armia Truchsessa w okolicy Bad Wurzach natknęła się na inną grupę chłopów z Allgauer Haufen. Truchsess podjął rozmowy z chłopami, przekonując ich do złożenia broni. W układzie z Weingarten dnia 20 kwietnia przyznał on chłopom pewne ustępstwa i zagwarantował im wolne przejście oraz obiecał rozwiązanie problemów chłopskich przez niezależny sąd.
Dnia 16 kwietnia chłopi zebrali się w Wirtembergii. 8000 ludzi wkroczyło do Stuttgartu, a następnie Böblingen. Mniejsze grupy powstały w Hall i Gmünd. 3000 chłopów splądrowało klasztory w Lorch i Murrhardt, a następnie spaliło zamek Hohenstaufen. W Ortenau splądrowano klasztory i spalono kolejne zamki.
Tymczasem po sukcesie pod Weingarten armia Waldburga-Zeila ruszyła w kierunku Neckartal. Chłopi zostali pokonani w bitwach pod Balingen, Rottenburg i Herrenbergiem, a także dnia 12 maja 1525 pod Böblingen mimo przewagi liczebnej. W dniu 2 czerwca kolejną porażkę chłopi z Neckartalu ponieśli pod Königshofen.
Dnia 23 maja 18 000 chłopów z Bryzgowii i południowego Schwarzwaldu zajęło Fryburg Bryzgowijski. Po tym sukcesie dowódca chłopów Hans Müller zamierzał ruszyć z pomocą chłopom w Radolfzell am Bodensee, jednak większość chłopów zdecydowała się bronić własnych ziem. Krótko potem osłabiony oddział Müllera został pobity przez wojska arcyksięcia Ferdynanda Austriackiego.
Waldburg-Zeil tymczasem w dniu 4 czerwca natknął się pod Würzburgiem na chłopów z frankońskiej grupy Hellen Lichten Haufen. Bitwa zakończyła się klęską chłopów, których poległo około 8000. Po tym zwycięstwie Waldburg-Zeil ruszył dalej na południe, gdzie pod koniec czerwca pokonał ostatnie grupy powstańcze. Siły Waldburga-Zeila w przeciągu czterech miesięcy przebyły ponad 1000 km.
15 maja 1525 doszło do decydującej bitwy powstania chłopskiego pod Frankenhausen. W wyniku bitwy zniszczono całkowicie oddział chłopów z Turyngii pod wodzą Thomasa Müntzera. Müntzer dostał się do niewoli i po torturach w dniu 27 maja został ścięty w miejscowości Mühlhausen/Thüringen.
Do końca października zdławiono resztki powstania, po czym zaniechano dalszych akcji, nieliczne walki w roku 1526 nie zmieniły już sytuacji w kraju. Cesarz Karol V oraz papież Klemens VII podziękowali Związkowi Szwabskiemu za akcję przeciwko powstańcom.

## Następstwa
1. Okrutna i krwawa zemsta feudałów: palenie zbuntowanych wiosek, morderstwa i tortury,

2. Odwrotny efekt od zamierzonego: zwiększenie obciążeń pańszczyźnianych,

3. Zemsta feudałów uciszyła chłopów aż do XIX wieku (wyjątek: komuna monasterska 1534-35),

4. „Zjednoczenie” duchownych katolickich i protestanckich przeciw chłopom.

### Następstwa dla powstańców
Skutki powstania dla chłopów były tragiczne. Według różnych szacunków śmierć ponieść miało około 100 000 chłopów. Ci, którzy przeżyli stracili automatycznie wszystkie swoje prawa. Przywódcy powstania zostali skazani na śmierć, chłopi biorący udział lub popierający zryw obciążani byli wysokimi grzywnami oraz strasznymi karami. Pojawiły się doniesienia o ścięciach, wyłupianiu oczu, odcinaniu palców i wielu innych okropnościach, podobnych do tych, których wcześniej dopuszczali się na szlachcie i duchowieństwie chłopi w zdobytych miastach i zamkach.. Szczęściarzem był ten, który został ukarany karą pieniężną, wielu jednak chłopów nie było w stanie zapłacić kary. Praw pozbawiono całe gminy, popierające powstańców.
W niektórych regionach wojna chłopska odniosła mimo to pozytywne skutki, przyczyniając się do poprawy stosunków chłopów z panami feudalnymi.

### Następstwa dla dowództwa armii
Zwycięstwo nad powstańcami było przyczyną wzbogacenia się zwycięskiej szlachty. Jerzy Truchsess von Waldburg-Zeil otrzymał ziemie w Górnej Szwabii. Dowódca armii Sebastian Schertlin von Burtenbach opłacał z konfiskat i kar nałożonych na chłopów swoje oddziały landsknechtów.

### Następstwa dla Rzeszy
Napięcie w niektórych gminach, m.in. w Tyrolu, utrzymywało się jeszcze przez kilka lat. Wielu chłopów przez kolejne dziesięciolecia żyło głównie z rabunków. Całe bandy rabusiów grasowały w okolicznych lasach. Do większego powstania już jednak nie doszło. W następnych 300 latach chłopi nie podejmowali żadnych zrywów, dopiero w latach 1848–1849 osiągnęli swoje cele sformułowane w dokumencie 12 artykułów.
Skutki gospodarcze wynikające ze śmierci od 100 do 130 tysięcy chłopów były bardzo poważne i zadecydowały o tym, że Niemcy nie stanowiły poważnej siły w trakcie wojny trzydziestoletniej.

## Ważniejsze starcia wojny chłopskiej
- 1524 Bitwa pod Mulsum (wojska biskupa Christopha von Bremen zwyciężają armię chłopską)
- 1525 Bitwa pod Goys (zwycięstwo chłopów nad wojskami szlachty pod wodzą Dietrichsteina)
- 1525 Bitwa pod Neumarkt (wojska rządowe zwyciężają armię 700 chłopów)
- 1525 Bitwa pod Leipheim
- 1525 Bitwa pod Göttingen
- 1525 Bitwa pod Wurzach
- 1525 Bitwa pod Gaisbeuren
- 1525 Bitwa pod Ostheim
- 1525 Bitwa pod Böblingen
- 1525 Bitwa pod Frankenhausen
- 1525 Bitwa pod Lützelstein
- 1525 Bitwa pod Scherweiler
- 1525 Bitwa pod Windsheim
- 1525 Bitwa pod Königshofen
- 1525 Bitwa pod Sulzdorf
- 1525 Bitwa pod Pfeddersheim
- 1525 Bitwa pod Hilzingen
- 1525 Bitwa pod Griessen
- 1525 Bitwa pod Rafzerfeld
- 1526 Bitwa pod Kitzbuehel (zwycięstwo 800 chłopów pod wodzą Maxa Neufanga nad wojskami rządowymi pod wodzą Grubbera)
- 1526 Bitwa pod Kirchberg (chłopi pod wodzą Maxa Neufanga zwyciężają wojska rządowe)
- 1526 Bitwa pod Zell am See
- 1526 Bitwa pod Pass Modling

## Upamiętnienie
W Bad Frankenhausen/Kyffhäuser w latach 1976–1987 powstało muzeum Panorama Museum, poświęcone Thomasowi Müntzerowi i wojnie chłopskiej w Niemczech mieszczące panoramę bitwy, namalowaną przez Wernera Tübkego.